# Ford Europe
Ford of Europe AG est la filiale européenne de Ford fondée en 1967, dont le siège est situé à Cologne.
(Attention : article presque entièrement issu d'une traduction automatique de l'article Wikipédia en anglais. Tournures et expressions étranges ou incorrectes tout au long de la page)

## Histoire
Ford Europe a été fondé en 1967 en fusionnant les divisions Ford Royaume-Uni et Ford Allemagne de la Ford Motor Company. La gamme Ford Transit de fourgonnettes à moteur avant lancée en 1965 fut la première collaboration formelle entre les deux entités, développé pour remplacer la Ford Taunus Transit allemande et la Ford Thames 400E  Britannique. Avant cela, les deux sociétés évitaient chacune de commercialiser leurs véhicules sur le marché intérieur de l'autre. Mais dans une grande partie du reste de l'Europe occidentale elles étaient des concurrents directs, avec des lignes de produits totalement séparées, malgré le fait qu'elles soient propriétés de la même société mère américaine. Le cas est similaire à celui d'Opel et Vauxhall, deux filiales de General Motors au même moment. Et GM suivit Ford dans les années 1970 en fusionnant les activités d'Opel et Vauxhall en General Motors Europe. Le processus prit plusieurs années, car de nouvelles gammes de modèles arrivaient et les anciennes gammes de modèles ne furent supprimées que progressivement.

### De 1967 à 1973: Cortina et Escort

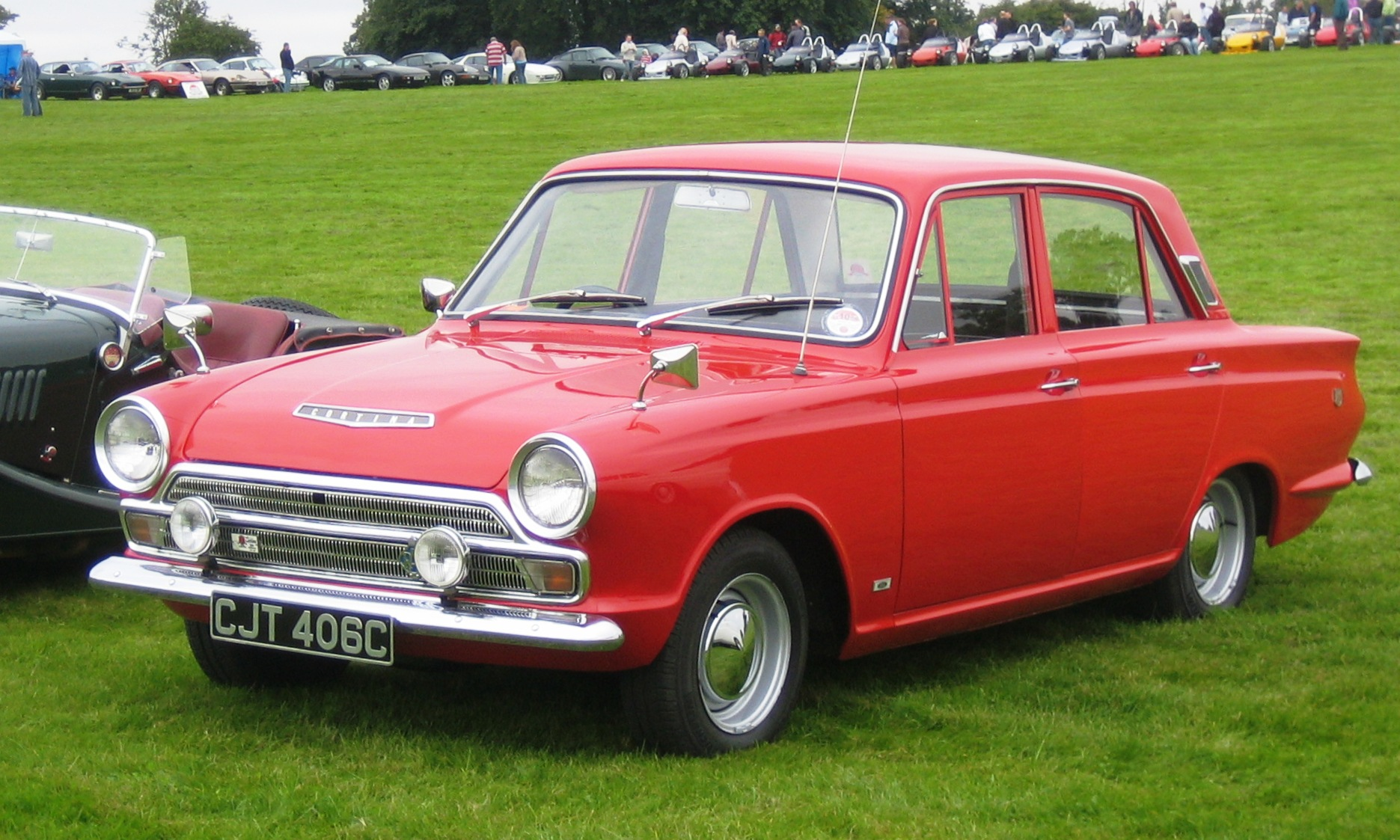
1965 Ford Cortina Mark I.

Le premier nouveau modèle lancé après la création de Ford Europe fut l'Escort, construit en Angleterre à partir d'octobre 1967, et lancé sur le marché à la fin de l'année. L'Escort est une voiture à propulsion arrière, petite berline familiale qui a pris la place de la gamme anglaise Anglia et a été construit en Grande-Bretagne et, à partir de 1970, en Allemagne, même si elle était vendue en Allemagne depuis le début. Elle a d'abord été disponible en berline deux portes et plus tard en break, van et berline quatre portes. Les moteurs étaient des 950 cm3, 1 100 cm3, 1 300 cm3 à essence. Par après il y eut aussi un 2 000 cm3 dans la version performante RS2000 qui était capable d'atteindre 180 km/h. Elle est rapidement devenue populaire auprès des acheteurs, dépassant au Royaume-Uni les principaux concurrents: BMC (plus tard British Leyland), Vauxhall (Opel en Allemagne) et le Groupe Rootes. L'Escort n'atteindra jamais une position dominante en Europe, mais a néanmoins pris une part importante du marché d'Opel et de Volkswagen, concurrents de l'époque.
La deuxième nouvelle voiture de Ford Europe fut le coupé sport  Capri au début de 1969. Vaguement basée sur la berline Cortina Mk II de Ford Royaume-Uni aux roues arrière motrices, elle est proposée avec des moteurs allant de 1 300 cm3 à 3 000 cm3 et fut fabriquée en Grande-Bretagne et en Allemagne (avec une gamme différente de moteurs allemands V4 et V6), et est rapidement devenue populaire auprès des acheteurs qui voulaient quelque chose de différent des MGB GT de BMC ou de la Sunbeam Alpine du Groupe Rootes.
Août 1970 a vu le lancement de la Ford Cortina Mk III britannique et de sa cousine allemande, la Taunus (en remplacement des Taunus 12M et 15M). Les modèles britanniques et allemands étaient basés sur la même plate-forme, mais avaient des tôles différentes et des moteurs de leur pays d'origine, même si les deux modèles pouvaient être équipés du nouveau moteur allemand de 2 000 cm3 à arbre à cames en tête. En 1972, la Cortina devint la voiture la plus vendue en Grande-Bretagne.
Au printemps 1972, Ford Europe remplace ses modèles haut de gamme de Grande-Bretagne (Zephyr/Zodiac) et d'Allemagne (17M/20M/26M) par les Consul et Granada (berline, break et coupé), qui visaient directement l'Opel Rekord, la Rover p. 6, l'Audi 100 et la Triumph 2000. Elles ont rapidement surpassé les ventes de leurs rivales dans de nombreux pays et, en 1973, furent la dixième meilleure vente de voiture en Grande-Bretagne. Comme les modèles Capri et Cortina/Taunus, les premières Consul et Granada ont été construites en Grande-Bretagne et en Allemagne, chacune avec une gamme unique de moteurs nationaux.

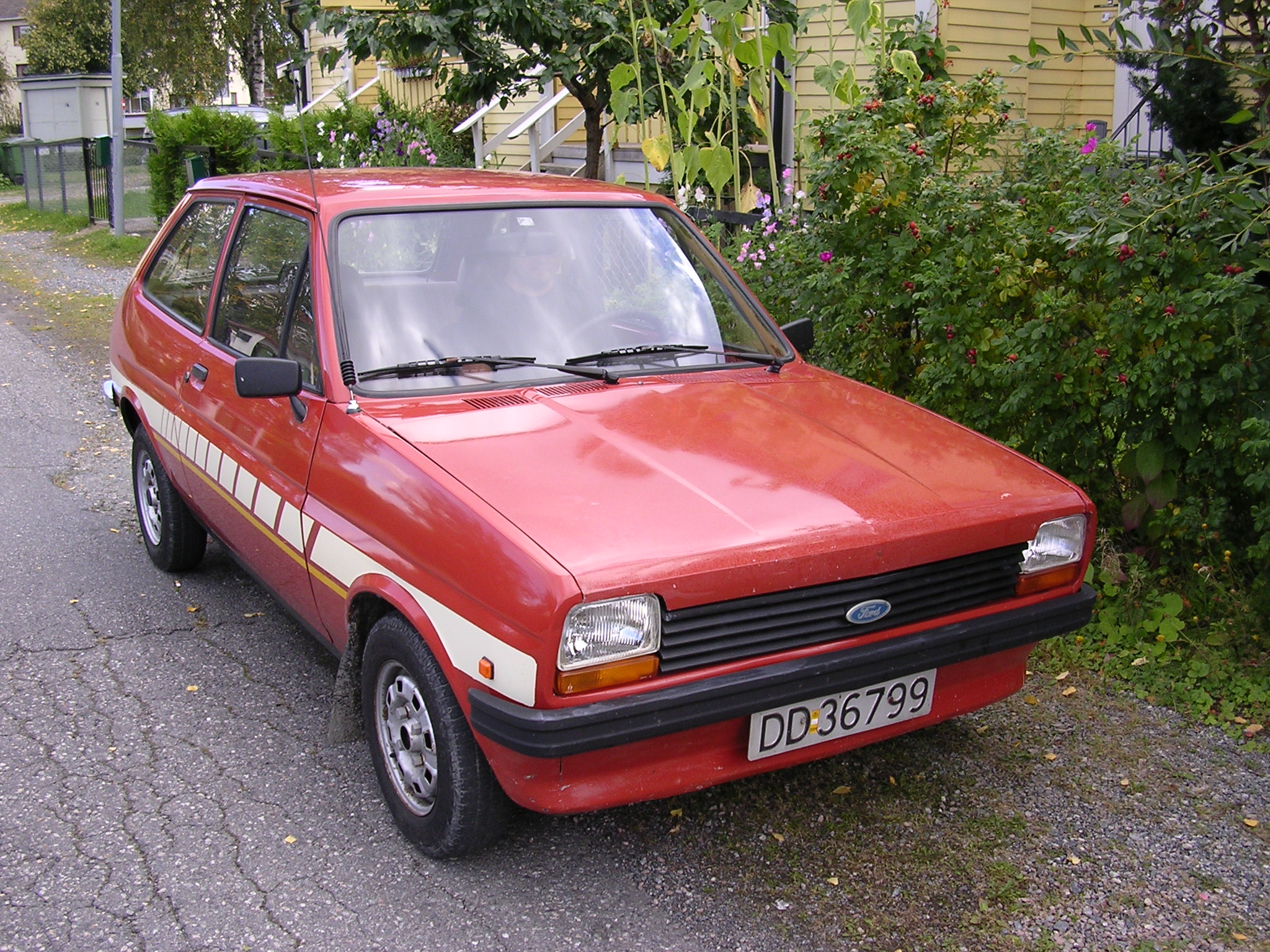
1981 Ford Fiesta MK1.

### 1974-1980: Escort MK 2 et Nouvelle Fiesta
Une version révisée Capri II est arrivé au début 1974, un véhicule remplaçant le traditionnel coffre par un hayon. C'était la première fois que Ford produisait une voiture avec hayon, adoptant ce nouveau concept qui avait d'abord été breveté par Renault au milieu des années 1960.
Ford a lancé la Ford Escort (Europe) au début 1975, avec un extérieur très esthétique et un intérieur plus spacieux, mais presque la même conception mécanique. Le petit moteur de 950 cm3 qui était rarement vendu, fut abandonné.
En 1975, Ford a dépassé British Leyland (qui incluait Austin, Morris et Rover) comme marque de voiture la  plus populaire au Royaume-Uni.
1976 voit Ford Europe entrer dans le marché de la mini voiture avec son tout premier modèle à traction avant: la Fiesta MK1 fut construite dans la nouvelle Valence usine en Espagne (et sera également produite à Dagenham et à Cologne), et est disponible avec des moteurs à essence de 950 cm3, 1 100 cm3 et 1 300 cm3. À partir de 1981, il y eut une version sportive XR2 avec un 1 600 cm3. La Grande-Bretagne et la plus grande partie du reste de l'Europe tout de suite pris et elle fut rapidement parmi les meilleures ventes de voitures dans presque tout le continent, luttant contre la concurrence des Volkswagen Polo, Renault 5, Fiat 127, Vauxhall Chevette et Peugeot 104.
1976 a également vu le lancement de la Cortina MK4 et Taunus, qui ont continué à être en haut du palmarès des ventes en Grande-Bretagne et à concurrencer un nombre croissant de rivales tout aussi compétentes, à savoir la Vauxhall Cavalier/Opel Ascona et Chrysler Alpine. Elle restera en production jusqu'en 1982 comme le dernier produit de la gamme Ford Europe à porter des noms  différents sur différents marchés.
Ford a lancé la Granada Mk II en septembre 1977. En 1976, toutes les Granada sont produites à Cologne, en Allemagne. Le modèle Consul a été abandonné en 1975.
Le coupé sport Capri Mk III est arrivé en 1978. La production des Capri a également été concentrée à Cologne.
1980 a vu l'un des plus importants lancements dans l'histoire de Ford. L'Escort MK3 est mise en vente en Grande-Bretagne et en Europe en octobre, avec son style ultra-moderne et sa traction avant. Elle était également disponible avec un hayon pour la première fois, et sans version berline, du moins dans un premier temps. Le moteur de 2 000 cm3 a été abandonné, et le haut de la gamme Escort était la XR3 avec un 1 600 cm3 à injection de carburant.

### 1981-1989: Breaking new ground
Les années 1980 ont vu un changement radical dans l'offre Européenne Ford, qui commença en 1980, lorsque l'Escort est passée à la traction avant et au hayon, abandonnant la traditionnelle berline "ponton" à roues arrière motrices et coffre.
Vingt ans de production Cortina prennent fin en octobre 1982, avec le lancement de la nouvelle Ford Sierra. La nouvelle voiture a conservé le traditionnel châssis à roues arrière motrices, de manière peut-être surprenante au moment où les tractions avant devenaient presque exclusives dans ce secteur du marché de la voiture. Mais, à la place de son prédécesseur classique, de style carré, la Sierra affichait un style aérodynamique ultramoderne, qui était en avance sur son temps par rapport à la concurrence. Les premières ventes furent décevantes, mais la demande a rapidement augmenté et la Sierra de Grande-Bretagne était la troisième meilleure vente de voitures en 1983, sa première année de vente complète. Elle fut construite en Grande-Bretagne et en Belgique, et s'est bien vendue partout où elle était proposée. Des versions Cosworth de la Sierra ont été construites à partir de 1986, qui ont toutes été capables de faire du 240 km/h. La Sierra trois portes à hayon, souvent vendue avec un petit moteur à essence de 1 300 cm3, n'a pas été un choix populaire, et fut abandonnée au moment où la Sierra fut modernisée au début de 1987, lorsqu'une berline Saphir a été lancée et le moteur de 1,3 Litre abandonné. La Sierra Cosworth originale fut le dernier modèle de la gamme à être proposé en trois-portes à hayon.
1983 a vu la Ford Fiesta, déjà âgée de sept ans, recevoir un lifting majeur qui a conservé la carrosserie trois-portes à hayon, mais aux bords lissés pour lui donner un look plus moderne. La version sportive XR2 a été relancée, et la puissance de sortie a été augmentée, ainsi que la première boîte de vitesses à cinq vitesses jamais montée sur une Fiesta. En 1983, Ford a introduit une nouvelle berline quatre portes pour répondre aux demandes des acheteurs à la recherche d'une alternative avec coffre des Escort et Sierra à hayon et des breaks. Cette berline 4 portes dérivée de l'Escort fut nommée l'Orion, mais était plus haut de gamme que l'Escort, sans le moteur 1.1 litre, et uniquement en finition GL et Ghia. Elle était presque aussi longue que la Sierra, et beaucoup l'ont vue comme une véritable alternative à la traditionnelle Cortina.
Ford a lancé une autre nouvelle voiture révolutionnaire en mai 1985, la Ford Scorpio destinée à remplacer la Granada, bien que le nom Granada fit conservé au Royaume-Uni et en Irlande où "Scorpio" était utilisé comme sous-marque de la plus haute spécification des modèles. Elle est basée sur une version allongée du châssis de la Sierra à roues arrière motrices, et semblait beaucoup plus moderne que toutes les autres voitures de son secteur du moment, étant semblable en apparence à la plus petite Sierra. Elle a aussi été la première voiture produite en grande série à disposer de la fonction anti-blocage des freins en standard.[réf. nécessaire] Un haut niveau d'équipement, un intérieur confortable et une solide qualité de construction ont assuré que la Scorpio allemande fut un succès dans toute l'Europe, et fut élue Voiture Européenne de l'Année 1986. Une version berline rejoint la gamme en 1990, ainsi qu'une berline à hayon équipée d'un V6 Cosworth de haute performance de 2,9 Litres.
Une mise à jour des Escort et Orion apparut en février 1986 – souvent appelée à tort la "Mark 4", mettant en vedette un avant influencé par le style de la Scorpio, un moteur révisé et un tout nouvel intérieur.
La Production de la Capri coupé se termine en décembre 1986, après 18 ans, et il n'y a pas de coupés sportifs de remplacement, étant moins populaires à cette époque à la suite de la hausse de popularité de berlines  rapides comme les Ford Escort XR3i, Vauxhall Astra GTE, Peugeot 309 GTI et Volkswagen Golf GTI. Ford a été couronné de succès dans ce secteur avec des versions  plus rapides des Fiesta, Escort et Sierra.
La troisième génération de Fiesta fut lancée en mars 1989, et la principale actualité de ce lancement a été la longtemps attendue version à cinq portes – qui était déjà disponible sur les principales rivales comme les Austin Metro, Vauxhall Nova, Fiat Uno, SEAT Ibiza et Peugeot 205. Les nouveautés de la gamme étaient les  nouveaux moteurs à essence 1.0 et 1.1 HCS (High Compression Swirl) qui côtoyaient les 1.3 et 1.4. Il y avait aussi un 1.8 diesel ainsi que les modèles de sport 1.6 à injection de carburant XR2i et RS Turbo - les premières Fiesta à injection de carburant. Les finitions haut de gamme Ghia ont été les premières versions de la Fiesta à être équipées d'éléments tels que les vitres électriques et l'anti-blocage des freins.
Pour une grande partie des années 1980, la Ford Escort fut le modèle automobile le plus populaire au monde, et de 1982 à 1989, elle fut la meilleure vente de voiture neuve au Royaume-Uni, chaque année. Malgré un lifting en mars 1986, elle a commencé à dater à la fin de la décennie face à de nouvelles rivales comme la Rover 200, la Peugeot 309, la Fiat Tipo et la Renault 19.

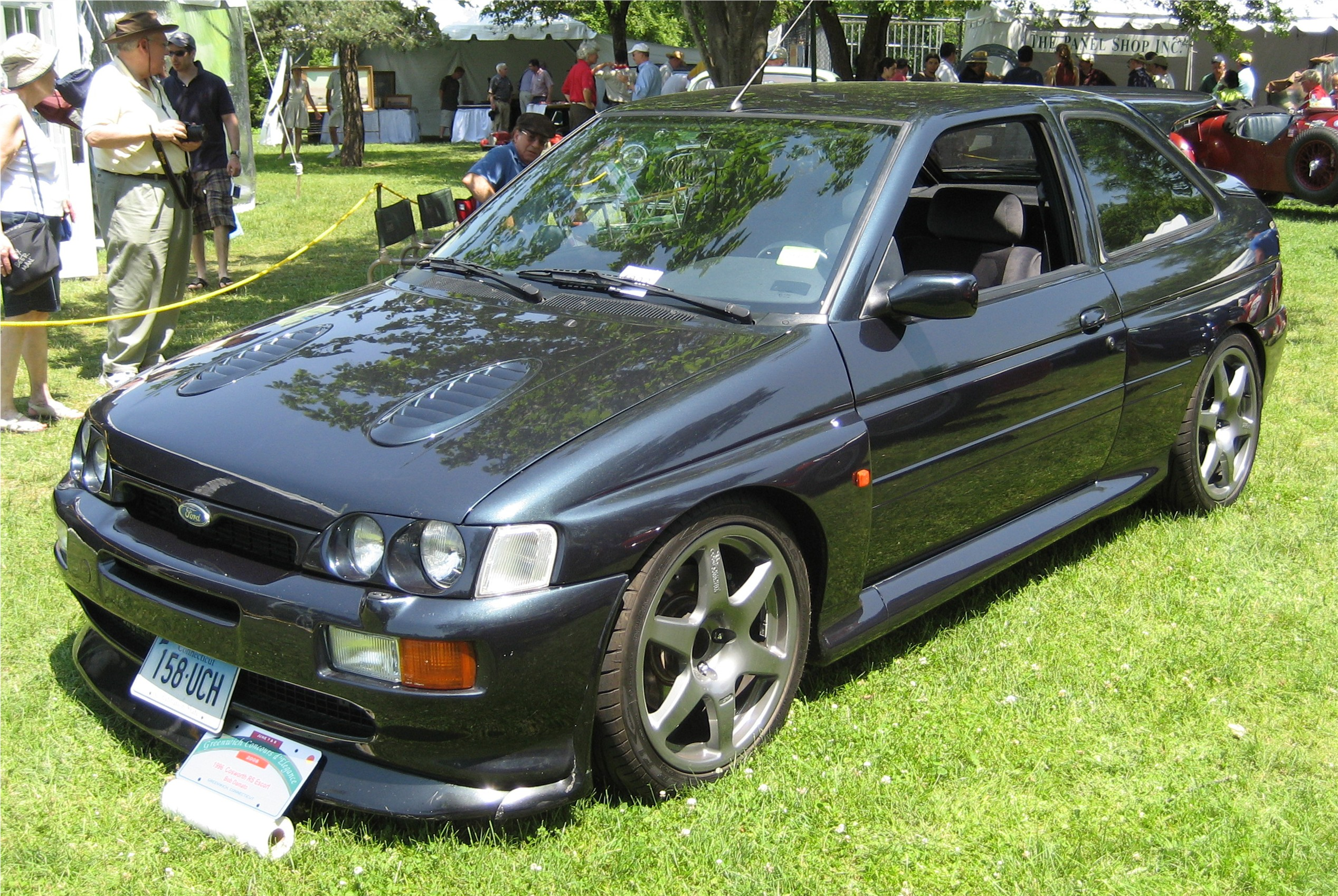
1996 Ford Escort RS Cosworth.

La cinquième génération d'Escort a été lancée en septembre 1990, avec la berline Orion, mais la presse et le public lui ont donné des points de vue variés. La voiture manquait de style face au charme de certaines rivales, et sa conduite n'est certainement pas la plus excitante. La gamme Escort a ensuite été agrandie par  les versions de performance RS2000 et RS Cosworth qui ont eu une réaction bien plus positive. La dénomination RS2000 avait été abandonnée en 1980 et la nouvelle version était sans aucun doute la meilleure, avec son moteur 2 litres 16 soupapes et l'option quatre roues motrices, ainsi que son impressionnante vitesse de pointe de plus de  210 km/h. La RS Cosworth était une version turbo de la RS2000 et avait une vitesse de pointe de 240 km/h qui a contribué à renforcer son succès dans les rallyes internationaux.
En dépit du fait que d'impressionnants nouveaux modèles avaient été lancés par les rivaux Vauxhall et Rover, Ford était toujours fermement positionné en haut du palmarès Britannique des ventes de voitures au début des années 1990 et se vendait bien dans pratiquement tous les pays Européens, conquérant l'Europe de l'Est au début des années 1990, après l'effondrement du communisme. Ils ont même demandé à Brian May d'enregistrer une nouvelle chanson - Driven by you – qui figurait dans la nouvelle campagne publicitaire télévisée pour l'ensemble de la gamme Ford au Royaume-Uni.

### 1990-1997: Driven By You
Ford a répondu à la critique des lacunes de l'Escort en septembre 1992, avec un lifting mineur qui a vu l'introduction de l'impressionnant nouveau moteur Zetec 16 soupapes, décliné en  1.4, 1.6 et 1.8, le dernier ayant aussi trouvé sa place dans la Fiesta RS1800. L'Orion a également reçu des améliorations similaires, mais le nom sera abandonné un an plus tard et les  berlines absorbées dans la gamme Escort.
En 1993, Ford introduit un airbag conducteur de série sur tous les modèles de production, et de nombreuses voitures ont également un airbag passager, de série ou en option.
En février 1993, Ford lance une révolutionnaire nouvelle voiture familiale sous la forme de la Mondeo – remplaçant la Sierra - faite pour rivaliser avec la nouvelle Opel Vectra/Vauxhall Cavalier, la Peugeot 405 et la Nissan Primera. Passant enfin à la traction avant, la Mondeo est équipée de moteurs à essence Zetec 16 soupapes ainsi que d'un 2.5 V6 qui a rejoint le groupe en 1994. Les modèles à hayon, berline et break font la gamme qui a remporté la récompense de la Voiture Européenne de l'Année plus tard dans l'année. Lors de son lancement, il était difficile de trouver une meilleure traction avant de production en Europe. 1994 a également été l'année où Ford a retrouvé le leadership du secteur de la grande voiture familiale en Grande-Bretagne en termes de ventes, la Vauxhall Cavalier ayant été le best-seller de cette taille pour les quatre années précédentes.
Ford revient dans le marché des coupés au début de 1994, avec se Probe, construite en Amérique sur base Mazda. Disponible avec les moteurs à essence 2.0 litres  16 soupapes et 2.5 litres V6, la Probe était un plaisir à conduire, mais n'a pas réussi à se vendre autant que Ford l'espérait, et a été retirée en 1997.
En 1995, Ford met à jour les gammes Fiesta et Escort pour leur permettre de concurrencer le nombre toujours croissant de nouveaux rivaux qui menace les parts de marché de Ford. Une autre nouvelle voiture est lancée cette année, la Galaxy, véhicule multi-usage, qui est rapidement passé au sommet des tableaux de vente des transporteurs de personnes.
Ford entra dans le marché de la voiture de ville en 1996, avec sa Ka bizarrement nommée et bizarrement stylée qui fut reléguée en deuxième place en 1997 pour la Voiture Européenne de l'Année, décerné à la Renault Scenic. Elle utilise le châssis et le moteur à essence de 1 300 cm3  de la Fiesta, ce qui lui donne une forte manipulation pour une si petite voiture. Allant à l'encontre de la demande avec ses sièges arrière exigus et son coffre minuscule, mais elle a réussi à bien se vendre durant la plupart de ses 12 années de production. En même temps, la Mondeo a gagné un lifting qui a vu le style extérieur mis à jour et l'assise revue pour améliorer l'espace des passagers des sièges arrière.
Le châssis Fiesta a également donné naissance à l'élégant coupé Puma en 1997, avec le moteur Fiesta de 1,4 litre, ainsi que son propre 1,7 litre. La Puma a reçu des éloges pour son esthétique originale et sa brillante expérience de conduite, les sièges arrière très étroits étant la seule vraie déception. Malgré sa popularité, elle ne fut pas remplacée à sa disparition en 2002.
Ford sortit du marché de la berline de prestige en 1998, à la suite du retrait de la Scorpio, qui avait remplacé la Granada trois ans plus tôt. Pour une marque à l'échelle européenne, une marque traditionnelle ou une marque de prestige dans les années 1990, la situation de la Scorpio n'a guère été aidée par son style controversé qui était tout à fait différent de tout ce que l'on avait jamais vu porter le célèbre badge ovale bleu - en Europe tout au moins.

### 1998-2003: New Edge Design

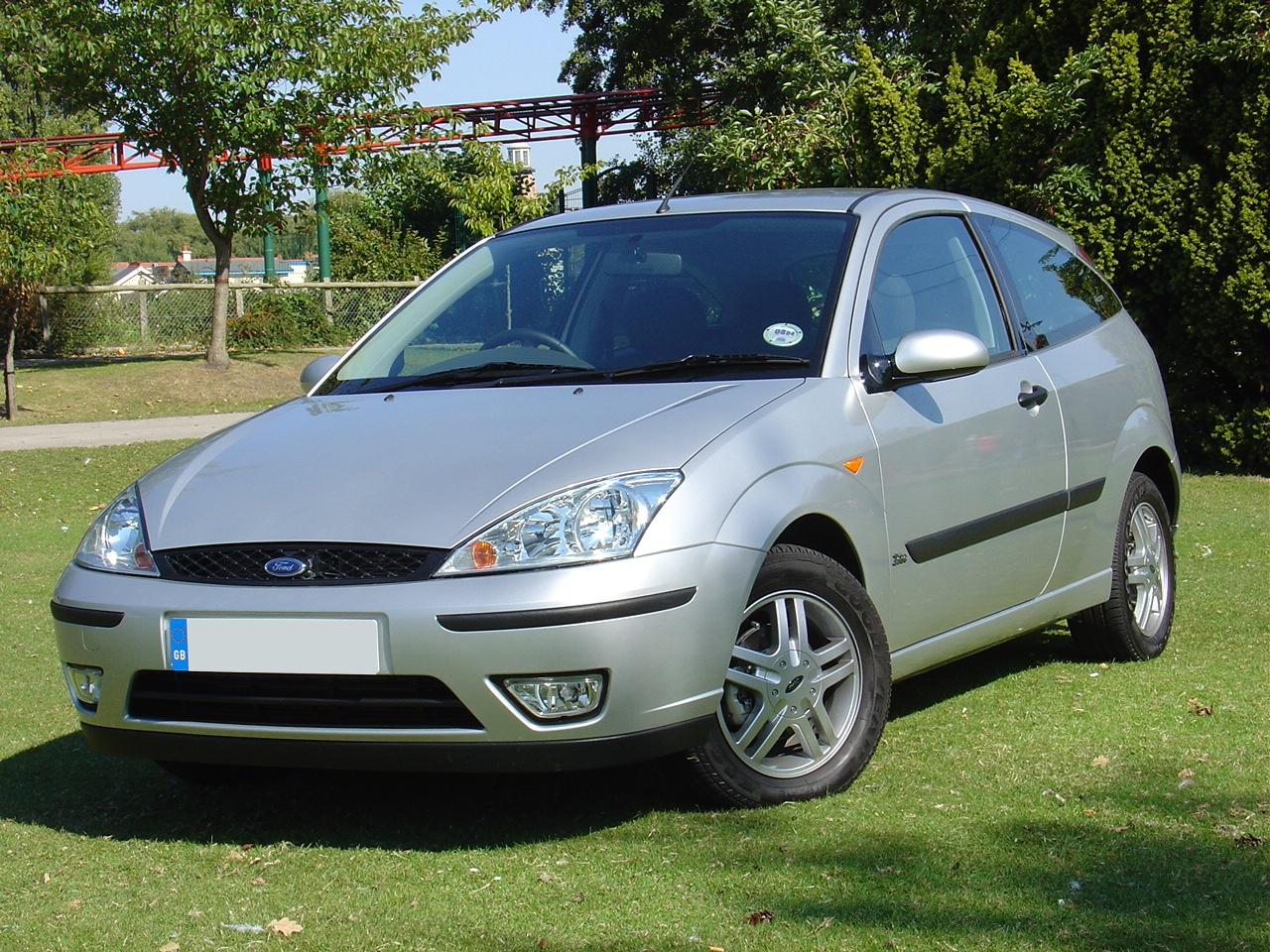
Ford Focus I

À la fin des années 1990, Ford a adopté un caractère distinctif "New Edge" sur sa gamme de modèles. Certaines des voitures à adopter ce nouveau look accrocheur étaient entièrement neuves, tandis que d'autres étaient des versions antérieures et plus conservatrices simplement relookées.
La fin est en vue pour l'Escort en 1998, lorsque son successeur au style distinctif, l'Accent, fut mis en vente. Sa conception radicale signifia que Ford garda l'Escort à côté d'elle pendant deux ans, donnant aux acheteurs une alternative de style plus conventionnelle, peut-être dans la crainte d'une répétition de la controverse à laquelle Ford avait été confrontée quelque 15 ans plus tôt lorsque la Sierra fut mise en vente. Mais Ford n'a pas eu à s'inquiéter de la réaction du public pour la nouvelle Focus, qui a été la Voiture Européenne de l'Année 1999 et l'un des véhicules les plus vendus sur le continent. Une nouvelle Ford Focus sortait des lignes de production toutes les 12 secondes (à Sarrelouis en Allemagne, à Valence en Espagne, à Wayne, Michigan, États-unis, à Hermosillo au Mexique). Toutefois, la Focus n'a jamais été construite en Grande-Bretagne.
L'année 1998 a également vu le lancement du remplaçant de la Probe: la Cougar. Comme son prédécesseur, la Couguar était construite en Amérique et utilisait des moteurs à essence de  2.0 et 2.5 litres. Contrairement à la Probe, elle était basée sur le châssis à traction avant de la Mondeo. Elle était très spacieuse pour un coupé, et avait une superbe tenue de route et capacité de croisière. Les ventes ont été relativement faibles en Europe et elle fut abandonnée en Europe après l'an 2000, restant limitée à son marché domestique.
La vieillissante Fiesta reçut son deuxième lifting à l'automne 1999, et a continué à générer de grosses ventes grâce à son excellente conduite et sa maniabilité qui déguisaient son âge. L'intérieur était, maintenant, l'un des plus chics du secteur de la citadine chic, bien que l'espace intérieur – en particulier à l'arrière – fut loin d'être le meilleur. Ce problème fut résolu au début de 2002, lorsque la toute nouvelle Fiesta sortit. Cette nouvelle Fiesta devait être construite à Ford Cologne et Ford Valence, chaque usine produisant une Fiesta toutes les 27 secondes. Cela marque aussi la fin de la production des voitures de tourisme Ford au Royaume-Uni après près de 90 ans, bien que les véhicules commerciaux aient continué à être produits à Dagenham à côté de l'assemblage des moteurs de véhicules de tourisme. En outre, l'usine Ford de Halewood fut transformée pour l'assemblage de la Jaguar X-Type en 2001. Ford a également continué à construire des fourgonnettes dans son usine de Southampton jusqu'à que la production fut transférée en Turquie en 2013.
La Ford Mondeo a été relancée dans un tout nouveau format à la fin 2000, et a été battue pour la Voiture Européenne de l'Année, décerné à l'Alfa Romeo 147. La nouvelle Mondeo avait un prix plus compétitif que son prédécesseur, mais ses points forts sont son excellent hébergement et l'expérience de conduite qui la remettent au-dessus du secteur de la grande familiale. Bien que la demande pour les voitures de cette taille ait légèrement fléchi à travers l'Europe pendant la décennie 2000, la Mondeo resta la grande familiale la plus populaire de Grande-Bretagne jusqu'en 2007, dépassée alors par la Vauxhall Vectra.
La disparition de la Puma au début 2002 laissa Ford hors du secteur du coupé, une fois de plus.
Ford entra dans le marché en expansion des monospaces compactes à la fin 2003 avec la Ford Focus C-Max, qui a été – exceptionnellement – la première voiture de ce secteur qui donnerait naissance à la génération suivante de Focus à hayon, un an plus tard.

### 2004-2011: Kinetic Design

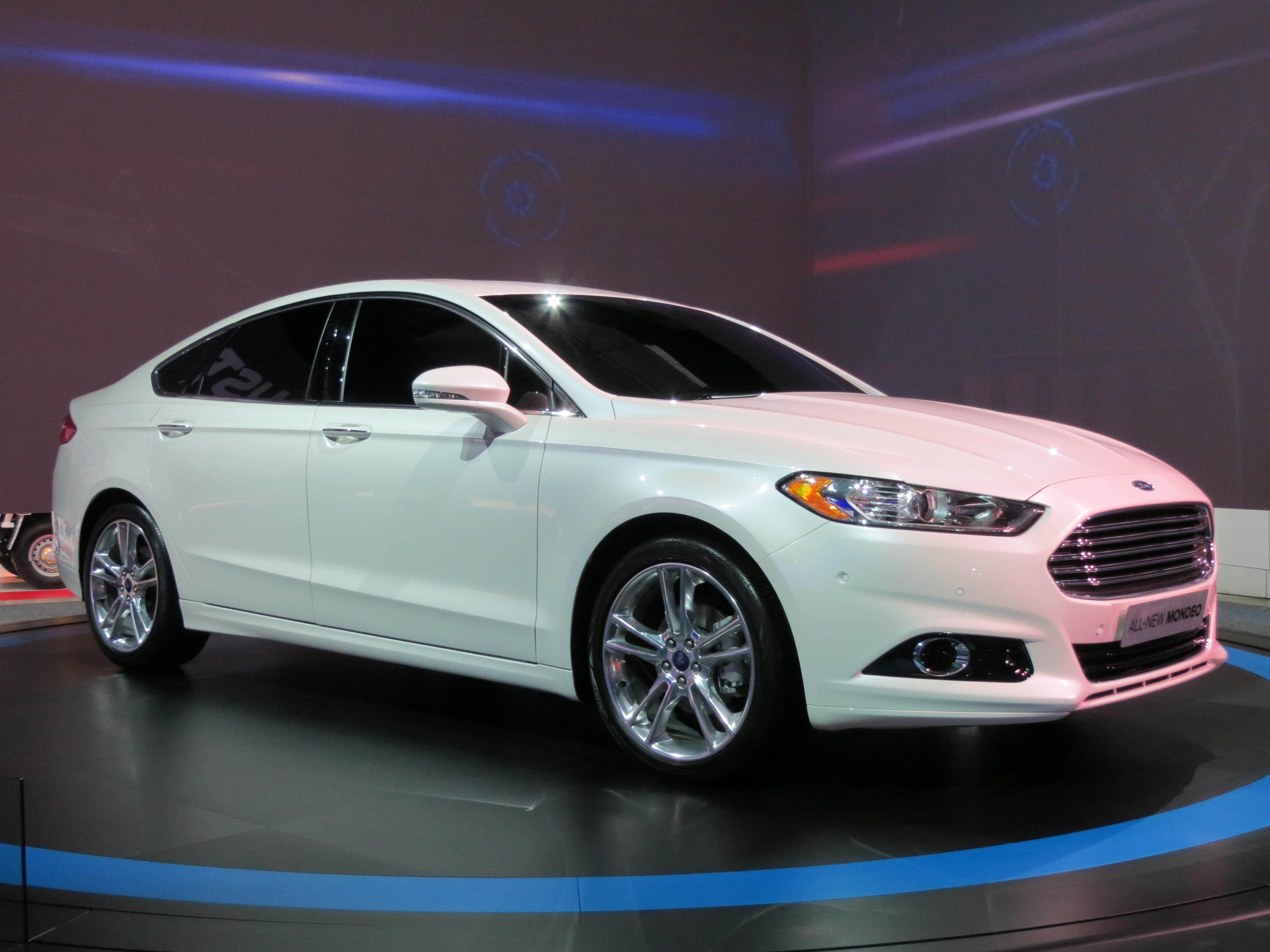
2012 Ford Mondeo Mark V.

La deuxième génération des gammes Focus à hayon, berlines et breaks ont été mis en vente en décembre 2004, reprenant là où l'ancien modèle s'arrêtait. Une excellente conduite et maniabilité, un bon niveau d'équipement, une construction solide de qualité et un confort intérieur ont gagné les éloges de ceux qui ont essayé la nouvelle voiture. Le seul reproche majeur de la Focus a été le manque d'originalité de son style, qui diffère peu de celui de son prédécesseur. Elle est restée l'une des voitures les plus populaires en Europe au cours d'un cycle de production qui a duré plus de six ans.
En 2006, Ford lance deux nouveaux transporteurs de personnes – le S-MAX et le Ford Galaxy MK2. Les deux voitures utilisent les mêmes bases, mais la S-MAX était une alternative moins chère et plus sportive que la Galaxy, plus haut de gamme et plus pratique. La S-MAX est ensuite devenue la première transporteuse de personnes à être élue Voiture Européenne de l'Année.
Ford a lancé une troisième génération de Mondeo de 2007, et de nouvelles versions des Fiesta et Ka en 2008.
En 2005, Ford a célébré son 30e anniversaire comme marque la plus populaire de Grande-Bretagne.[réf. nécessaire] La Focus est la voiture la plus vendue, tandis que la Fiesta occupe la cinquième place et la Mondeo la neuvième. En dépit de cela, l'écart entre Ford et de ses concurrents était à peu près aussi étroit qu'il ne l'avait jamais été, avec Opel et Renault ayant juste une courte marge dans les chiffres de vente derrière Ford.
En 2008, Ford a acquis une participation majoritaire dans Automobile Craiova, en Roumanie. Le Ford Transit Connect a été le premier modèle produit à Craiova, suivi en 2012 par la nouvelle petite classe B-Max et le moteur de petite cylindrée 1,0 litre EcoBoost.

### 2011–2018: One Ford
La première grande voiture lancée par Ford en vertu de la nouvelle politique "One Ford" (Des modèles uniformisés dans le monde entier) pour les années 2010 a été la troisième génération de Focus au printemps 2011. Pour l'Europe, la Focus mettait en vedette une gamme plus petite que ses prédécesseurs, avec seulement une berline cinq portes et un break cinq portes. Il n'y avait pas de versions berline ou trois-portes à hayon. La plus grande Mondeo avait rajeuni à l'automne précédent, mais cela n'a que ralenti la baisse des ventes au cours des trois années suivantes. Mais ce système a également permis la commercialisation de la Mustang et du petit SUV Ecosport (fabriqué au Brésil et en Roumanie) en Europe, de même que l’arrivée de la Fiesta aux États-Unis.
En 2013, Ford a annoncé devoir fermer trois de ses usines en Europe: deux d'entre elles au Royaume-Uni, Southampton (fabrication de la fourgonnette Ford Transit) et l'usine d'emboutissage associée de Dagenham, à la mi-2013; et Genk, en Belgique, (produisant la Mondeo et les monospaces Galaxy et S-Max) d'ici la fin de 2014. On compta 1.400 et 4.300 suppressions d'emplois, respectivement, dans une tentative de l'entreprise de limiter les pertes en Europe sur fond d'un marché en déclin.

### 2018-Présent: Fin de la politique globale
Une alliance entre Ford et Volkswagen sur des véhicules utilitaires a été annoncée mercredi 20 juin 2018. Avec les nouvelles normes européennes, les contraintes sur les moteurs et leurs émissions s'accroissent, le groupe Ford va être tenté de se retirer partiellement du marché européen. Chez Ford USA, la marque a annoncé ne garder que les trucks Ford F150, les SUV (Ford Explorer) ou les Mustangs, les berlines et petites voitures Focus, Fiesta, Fusion (Mondeo USA), Taurus seront rayées du catalogue.
Le 13 décembre 2018, un communiqué de Ford indique son refus d'accepter l'offre de reprise du Franco-Belge Punch Powerglide pour son site de Blanquefort. Cette décision, qui a pour conséquence d'engendrer un plan social et la perte de 850 emplois, provoque une réaction de colère de la part du ministre de l'économie et des finances, Bruno Le Maire qui évoque une "trahison" de la part de Ford à qui il reproche de ne pas avoir tenu ses promesses et ne pas avoir daigné l'en avertir par téléphone, bien qu'il tente de joindre la direction de l'entreprise américaine depuis trois jours : « Je veux profiter de la représentation nationale pour appeler Ford solennellement à réviser sa décision et à accepter la reprise de Punch qui garantit l’avenir du site industriel de Blanquefort. »
Le 21 décembre 2018, la métropole de Bordeaux annonce vouloir demander à Ford de lui rendre l'argent qu'elle avait alloué afin de tenter de sauver le site de Ford Blanquefort. Une motion a été votée et demande le remboursement de 1,7 million d'euros versés par la collectivité selon un contrat-cadre datant de 2013. Les élus, qui qualifient de « scandaleuse » la décision de Ford de ne pas avoir accepté l'offre de reprise de Punch Porwerglide, justifient cette demande de remboursement afin que ces sommes « puissent être réaffectées au financement de solutions individuelles pour les salariés et d'actions de ré-industrialisation du site et des territoires sinistrés en termes d'emplois. »
Le 7 janvier 2019, l'administration annonce qu'elle a 21 jours, soit jusqu'au 28 janvier, pour accepter le plan social proposé par Ford pour le site de Blanquefort. L'État espère toujours convaincre Ford de revendre l'usine au Belge Punch.
Le 10 janvier 2019, Ford annonce qu'elle va procéder à de nombreuses suppressions d'emploi en Europe en raison de son manque d'imprégnation du marché européen et de la pression mise par les actionnaires (l'action de Ford a chuté de 33% en un an). En 2018, le constructeur américain n'a pas dépassé les 6,4% de part de marché en Europe, soit une baisse de 11% lors des vingt dernières années. Le groupe prévoit de cesser la production des monospaces C-Max et Grand C-Max dans l'usine de Sarrelouis en Allemagne.
Le 2 mars 2019, Agnès Pannier-Runacher, la secrétaire d'État à l'Économie, annonce que le gouvernement français a les moyens de convaincre Ford de préserver le site de Blanquefort en investissant plusieurs millions d'euros afin de garantir sa reconversion. Agnès Pannier-Runacher estime que l'État peut activer le « levier réputationnel parce que malgré tout, Ford n'est pas très à l'aise avec cette affaire ».
En juin de la même année, l'entreprise précise son plan de douze mille suppressions de postes en Europe et annonce fermer six usines avant la fin 2020 sur les vingt-quatre qu'elle compte sur le continent. Les sites concernés sont l'usine de moteurs de Bridgend au pays de Galles, l'usine de transmissions automatiques de Blanquefort en France, deux sites à Saint-Pétersbourg, un autre site russe à Elabouga ainsi qu'une usine de transmissions à Kechnec en Slovaquie.

## Les camions
La branche véhicules utilitaires de Ford de Grande-Bretagne faisait partie de l'opération jusqu'à ce qu'il fut vendu à Fiat Iveco en 1986. Les derniers grands modèles sous propriété Ford furent le Transcontinental et le Cargo. Ford prévoyait de construire la version Européenne du pick-up F-Series en Allemagne pour le marché Européen.

## Tracteurs
La Production de tracteurs Ford en Europe a cessé à la suite de la vente de la division à Fiat en 1993, et le nom changea de Ford New Holland à New-Holland. New Holland Ag est maintenant une partie de CNH Global. La production de tracteurs se faisait aux usines d'Anvers et de Basildon.

## Installations

### Actuelles
| Usine                                      | Image | Ville                                     | Pays        | Emploi total    | Produit actuel                                                           | Année d'ouverture | Notes |
| ------------------------------------------ | ----- | ----------------------------------------- | ----------- | --------------- | ------------------------------------------------------------------------ | ----------------- | --- |
| Ford Research And Innovation Center Aachen |       | Aix-la-Chapelle                           | Allemagne   | 200             | Recherche et développement                                               | 1994              | Fermeture mi 2024 annoncé en 2024, R&d transféré à Cologne |
| Bordeaux Usine de boîtes de vitesses       |       | Blanquefort                               | France      |                 | IB5 Transmissions: Fiesta, Fusion, B-MAX, Focus, C-MAX, Mondeo           | 1973              | 50/50 joint-venture entre Ford et Getrag. |
| Bridgend Engine                            |       | Bridgend                                  | Royaume-Uni | 2.137           | les moteurs à essence EcoBoost 1,6 I4 et le SI6 (pour Volvo, Land Rover) | 1980              | L'usine ferme en septembre 2020 |
| Cologne Body & Assembly                    |       | Cologne                                   | Allemagne   | 4.375           | Fiesta, le moteur 1.0 L I3 EcoBoost                                      | 1931              | |
| Craiova Assembly                           |       | Craiova                                   | Roumanie    | 4.400           | EcoSport, Les moteurs 1.0 L I3 et 1.5 L I4 EcoBoost                      | 2008              | |
| Dagenham Engine                            |       | Dagenham                                  | Royaume-Uni | 1.835           | Tous moteurs diesel Ford Europe                                          | 1931              | |
| Dunton Technical Centre                    |       | Dunton Wayletts, Basildon district, Essex | Royaume-Uni | 5.000           | Ford Team RS, véhicules ECOnetic, moteurs EcoBoost                       | 1967              | |
| Halewood Transmission                      |       | Halewood, Merseyside                      | Royaume-Uni | 715             | Transmissions                                                            | 1963              | à l'Origine, une usine de carrosserie et d'assemblage (maintenant chez Jaguar Land Rover), Ford conserva l'usine de transmissions, en partenariat avec Getrag |
| Otosan Assembly                            |       | Kocaeli                                   | Turquie     | 7.534           | Transit, Transit Custom, Transit Connect                                 | 2001              | Usine produisant toutes les variantes des fourgonnettes Transit depuis la fermeture de Southampton                                                            |
| Lommel Proving Grounds                     |       | Lommel                                    | Belgique    | Terrain d'essai |                                                                          | 1964              | |
| Saarlouis Body & Assembly                  |       | Sarrelouis                                | Allemagne   | 6.199           | Focus, C-Max                                                             | 1970              | |
| Valencia Body & Assembly                   |       | Almussafes                                | Espagne     | 3.485           | Kuga, Galaxy, Mondeo, S-Max, Transit, Tourneo Courier, Tourneo Connect   | 1976              | |
| Naberezhnye Chelny Assembly                |       | Naberezhnye Chelny                        | Russie      |                 | Fiesta, Ecosport                                                         | 2014              | |
| Elabuga Assembly                           |       | Elabuga                                   | Russie      |                 | Kuga, Transit                                                            | 2015              | |
| Vsevolozhsk Assembly                       |       | Vsevolojsk                                | Russie      | 2.961           | Focus, Mondeo                                                            | 2002              | |

### Anciennes
| Usine                                               | Ville                     | Pays        | Emploi total | Dernier produit       | Année d'ouverture | Année de fermeture | Notes |
| --------------------------------------------------- | ------------------------- | ----------- | ------------ | --------------------- | ----------------- | ------------------ | --- |
| Berlin Assembly                                     | Berlin                    | Allemagne   |              | Modèle T              | 1928              | 1931               | Remplacée par Cologne |
| 33 boulevard Albert Ier, Bordeaux                   | Bordeaux                  | France      |              | Modèle T              | 1913              | 1927               | |
| Usine de Poissy                                     | Poissy                    | France      |              | Vedette, Comète       | 1938              | 1954               | revendu au groupe Agnelli pour SIMCA |
| Charleville-Mézières Usine d'équipements thermiques | Charleville-Mézières      | France      |              |                       | 1967              | 2000               | repris sous la marque VISTEON |
| Genk Body & Assembly                                | Genk                      | Belgique    | 4,300        | Galaxy, Mondeo, S-Max | 1964              | 2014               | Production déplacée à Valencia |
| Southampton Body & Assembly                         | Swaythling, Southampton   | Royaume-Uni | 538          | Transit               | 1953              | 2013               | Originellement construite comme usine d'aviation (Cunliffe Owen aircraft ltd) juste avant la seconde guerre mondiale. Production déplacée en Turquie. |
| Trafford Park                                       | Trafford Park, Manchester | Royaume-Uni |              | Modèle T              | 1911              | 1931               | Production transférée à Dagenham. |
| Ford Union                                          | Abchak                    | Biélorussie | 130 (1997)   | Escort, Transit       | 1997              | 2000               | |

## Modèles

### Gamme de modèles
Les tableaux ci-après reprennent la production de véhicules Ford qui sont vendus en Europe en 2018:

#### Voitures de tourisme
| Ka+      |                        | Citadine              | - Hatchback                   |
| Fiesta   |                        | Supermini             | - Hatchback                   |
| Ecosport |                        | Mini crossover SUV    | - SUV                         |
| Focus    |                        | Petite familiale      | - Hatchback - Berline - Break |
| C-Max    | Ford C-Max II Phase II | Compact MPV           | - MPV                         |
| Kuga     |                        | Compact crossover SUV | - SUV                         |
| Mondeo   |                        | Grande Familiale      | - Berline - Liftback - Break  |
| Edge     |                        | Crossover SUV         | - SUV                         |
| S-Max    |                        | Grande MPV            | - MPV                         |
| Galaxy   |                        | Grande MPV            | - MPV                         |
| Ford GT  |                        | Coupé                 | - Sport                       |

#### Les modèles Sport
Ford produit des véhicules de haute performance dérivés de leurs voitures, développés par la division Ford Team RS.
| Ford Focus RS  |  | Compacte  | - Hayon |
| Ford Fiesta ST |  | Supermini | - Hayon |

#### Les véhicules utilitaires légers
| Transit Courier Tourneo Courier  |  | Petite camionnette        | - Fourgonnette 5-portes - véhicules de loisir 5 portes                                                  |
| Transit Connect Tourneo Connect  |  | Camionnette compacte      | - Fourgonnette 5-portes - Véhicules de loisirs 5-portes                                                 |
| Le Transit Custom Tourneo Custom |  | Véhicule commercial léger | - Fourgonnette 5-portes - Fourgonnette 5-portes à cabine d'équipage - minibus 5-portes                  |
| Transit Tourneo                  |  | Véhicule commercial léger | - Fourgonnette 5-portes - Fourgonnette 5-portes à cabine d'équipage - minibus 5-portes - Châssis-cabine |
| Ranger                           |  | Pick-up                   | - 2-portes simple cabine - 2-portes cabine ouverte - 4-portes double cab/cabine de l'équipage           |

### Voiture européenne de l'Année
Ford a produit cinq lauréats de la Voiture Européenne de l'Année:
- 1981 – Ford Escort
- 1986 – Ford Scorpio/Grenade
- 1994 – Ford Mondeo
- 1999 – Ford Focus
- 2007 – Ford S-Max

#### Modèles sélectionnés
Plusieurs modèles ont été retenus, à savoir:
- 1976 – Ford Fiesta
- 1978 – Ford Granada
- 1983 – Ford Sierra
- 1989 – Ford Fiesta
- 1997 – Ford Ka
- 2001 – Ford Mondeo
- 2005 – Ford Focus
- 2008 – Ford Mondeo
- 2009 – Ford Fiesta
- 2012 – Ford Focus